# Gum Gum Punch
Gum Gum Punch (jap. ガムガムパンチ Gamu Gamu Panchi) – manga autorstwa Osamu Tezuki, publikowana na łamach magazynów „Shogaku-Ichinensei” i „Shogaku-Ninensei” wydawnictwa Shōgakukan od kwietnia 1967 do września 1969.

## Fabuła
Punch i jego siostra Pinko zostają zaczepieni przez dziwnego mężczyznę, który przedstawia się jako Bóg Gumy. Wyglądający jak ekscentryczny naukowiec, tłumaczy im, że guma, którą posiada, jest wyjątkowa – pozwala bowiem osobie, która ją żuje, stworzyć wszystko, co tylko sobie wyobrazi, za pomocą nadmuchiwanych baniek. Jednakże, ponieważ Punch i Pinko są jeszcze mali, nie opanowali jeszcze sztuki dmuchania baniek.
Widząc, że może to stanowić problem, a także by zapobiec ewentualnemu nadużywaniu gumy, Bóg Gumy postanawia przydzielić im swojego ucznia, Gum Guma, by został z dziećmi. Razem odkrywają wiele możliwych zastosowań magicznej gumy do żucia i wpadają w różne kłopoty.

## Bohaterowie
- Punch – młody chłopiec, który razem ze swoją siostrą otrzymuje magiczną gumę do żucia. Gdy ją żują, bańka, którą nadmuchują, może przybrać niemal dowolny kształt, jaki sobie wyobrażą.
- Pinko – młodsza siostra Puncha, która również potrafi korzystać z magicznej gumy do żucia.
- Gum Gum – uczeń Boga Gumy, którego zadaniem jest pilnowanie, by dzieci nie nadużywały mocy gumy, oraz nauka poprawnego dmuchania baniek. Punch często się z niego nabija, ponieważ Gum Gum jest bardzo niski.
- Kucha Kucha – kolejny uczeń Boga Gumy, znacznie większy od Gum Guma. Dołącza do niego, by pomagać w opiece nad dziećmi, gdy Gum Gum potrzebuje wsparcia.
- Bóg Gumy – dziwny mężczyzna przypominający naukowca, mistrz żucia gumy. To on daje dzieciom magiczną gumę i wyznacza im opiekunów.
- Mama – mama Puncha i Pinko.